# 飓风卡尔
飓风卡尔（英語：Hurricane Karl）是有纪录以来对墨西哥韦拉克鲁斯州构成破坏最严重的热带气旋，也是2010年大西洋飓风季形成的第11场热带风暴，第6场飓风，第5场兼最后1场大型飓风。